# Никола Стевановић
Никола Стевановић (Београд, 21. мај 1987) српски је професионални боксер и некадашњи ИБФ (енгл. International Boxing Federation) интерконтинентални шампион у полусредњој категорији. Има брата Стефана, који је такође боксер. Има 25 професионалних мечева, од чега 23 победе, те један пораз и један нерешени меч.

## Биографија
Стевановић је боксом почео да се бави са 11 година. Тренирао је у боксерском клубу Чукарички, а затим и у боксерском клубу Партизан. Са 17 година прелази у професионалце.
Први професионални меч имао је 05. октобра 2004. године у Београду против Каталин Андреи Тилимпеа у којем је остварио и своју прву професионалну победу нокаутом у првој рунди.
Са 20 година постаје ИБФ јуниорски првак света победивши Белгијанца Седрика Шарлијеа.
Титулу ИБФ јуниорског првака света одбранио је успешно против Грузијца Александера Бенидзеа.
У јуну 2009. године осваја упражњену ИБФ интернационалну титулу победивши Италијана Франческа ди Фиореа, а у октобру 2009. године осваја титулу Интерконтиненталног првака света у ИБФ верзији победивши Чепа Машега. .
Једини пораз у каријери доживео је против Александра Абрахама 2009. године у борби за титулу европског првака за земље ван ЕУ .
Никола Стевановић је три пута добио признање за борбу године и то за борбу у 2009. против Чепа Машега, у 2011. години против Стефана Кастелучија и за меч у 2012. години против Ајуба Нефзија .
У марту 2014. Николи Стевановићу је WBC уручила признање за најбољег српског професионалног боксера у периоду од 2004. до 2014. године.
Након 9 година паузе, Никола се враћа у ринг учествујући на боксерској ревији у Лебану под називом "Своме граду".